# Ljeskovac
Ljeskovac (en serbe cyrillique : Љесковац) est un village de Bosnie-Herzégovine. Il est situé sur le territoire de la ville de Bijeljina et dans la république serbe de Bosnie. Selon les premiers résultats du recensement bosnien de 2013, il compte 1 046 habitants.

## Démographie

### Évolution historique de la population dans la localité
| 1948 | 1953 | 1961 | 1971 | 1981 | 1991 | 2013  |
| ---- | ---- | ---- | ---- | ---- | ---- | ----- |
| 407  | 450  | 496  | 519  | 502  | 483  | 1 046 |

|  |